# Ly (digramme)
Pour les articles homonymes, voir LY.
Ly (minuscule ly) est un digramme de l'alphabet latin composé d'un L et d'un Y.

## Linguistique
- En hongrois, le digramme « ly » sert à représenter le son [j]. Elle est considérée comme lettre à part entière et est placée entre le L et le M.

## Représentation informatique
Comme la majorité des digrammes, il n'existe aucun encodage de Ly sous un seul signe, il est toujours réalisé en accolant un L et un Y.